# اچ‌ام‌اس مونتاگو (۱۹۱)
اچ‌ام‌اس مونتاگو (۱۹۱) (به انگلیسی: HMS Montagu (1901)) یک کشتی بود که طول آن ۴۳۲ فوت (۱۳۱٫۷ متر) بود. این کشتی در سال ۱۹۰۱ ساخته شد.